# Heinrich Welsch (Politiker, 1818)
Heinrich Welsch (* 28. September 1818 in Wallerstädten; † 15. Oktober 1882 in Alzey) war ein deutscher Geodät und Mitglied der Zweiten Kammer der Landstände des Großherzogtums Hessen.

## Leben
Heinrich Welsch war in Rüsselsheim und in Alzey als Geodät in der Landvermessung tätig und hatte vom 27. Dezember 1849 bis Jahresende 1850 ein Mandat für die Zweite Kammer der Landstände des Großherzogtums Hessen, gewählt für den Wahlbezirk Starkenburg 18 (Groß-Gerau). 
Von 1857 an war er als Steuerkommissär (Steuerprüfer) unterwegs. 